# Саличе (Салерно)
Саличе је насеље у Италији у округу Салерно, региону Кампанија.
Према процени из 2011. у насељу је живело 81 становника. Насеље се налази на надморској висини од 50 м.